# Ассоциация портов Черного и Азовского морей
Ассоциация портов Чёрного и Азовского морей (BASPA) — международная неправительственная некоммерческая организация Черноморского региона.

## История
Создана в 24 марта 1999 года в Поти, Грузия на Конференции генеральных директоров портов Чёрного и Азовского морей. Учреждена под эгидой международной Организации черноморского экономического сотрудничества (ОЧЭС). Имеет статус отраслевого диалогового партнерства. Создание одобрено Генеральным директоратом по энергетике и транспорту E-XE2442 Европейской комиссии.
Основные программные цели:
- Активное участие портов Черноморского региона в формировании транспортной политики Европейского Союза, мирового сообщества и стран ОЧЭС в зоне Чёрного моря.
- Развитие транспортных путей в регионе
- Развитие сотрудничества портов региона с международными организациями
- Активное участие портов в развитии приоритетных международных транспортных коридоров, прежде всего между Европой и Азией.
- Вопросы коллективной безопасности на Чёрном море
- Экологические проблемы[1].

В ассоциацию вошли порты Украины, России, Румынии, Болгарии, Грузии и Турции. Руководство ассоциации — Президент, Первый Вице-Президент, Вице-Президенты и Члены Совета BASPA выбирается на конференции сроком на последующие 2 года.
Штаб-квартира организации находится в порте Черноморск (бывший Ильичёвск), Площадь Труда, 6, Украина.
На 2008 год ассоциация объединяла порты Болгарии, Грузии, России и Украины. Из портов Украины в Ассоциацию входят порты Черноморск, Одесса, Рени, Южный.